# HD 102272
HD 102272 (HIP 57428 / SAO 99784) es una estrella en la constelación de Leo de magnitud aparente +8,71 localizada a 47 minutos de arco al este de Denébola (β Leonis). Se encuentra a una incierta distancia de 1200 ± 300 años luz del sistema solar. Desde 2008 se conoce la existencia de dos planetas extrasolares en órbita alrededor de esta estrella.
HD 102272 es una gigante naranja de tipo espectral K0 con una temperatura efectiva de 4908 K. Tiene un diámetro estimado 10 veces mayor que el del Sol —similar al de otras conocidas gigantes naranjas como Pólux (β Geminorum) o Menkent (θ Centauri)—, siendo su masa casi el doble de la masa solar. Su velocidad de rotación proyectada es de 3 ± 1 km/s, lo que implica un período de rotación de aproximadamente 170 días. Su metalicidad —abundancia relativa de elementos más pesados que el helio— es un 55% de la solar.

## Sistema planetario
En 2008 se anunció el descubrimiento de dos planetas extrasolares en órbita alrededor de HD 102272. Este se llevó a cabo mediante el método de velocidades radiales utilizando el telescopio Hobby-Eberly.
Los datos indican claramente la presencia de un planeta interno, HD 102272 b, que se mueve en una órbita muy poco excéntrica (e = 0,05 ± 0,04) a una distancia media de 0,61 UA respecto a la estrella. Su período orbital es de solo 127,6 días, el más corto entre los planetas conocidos alrededor de estrellas gigantes a fecha de 2008. Por el contrario, los datos disponibles son insuficientes para calcular de forma inequívoca la órbita del segundo planeta.
| Acompañante (En orden desde la estrella) | Masa (MJ)    | Período orbital (días) | Semieje mayor (UA) | Excentricidad |
| ---------------------------------------- | ------------ | ---------------------- | ------------------ | ------------- |
| HD 102272 b                              | >5,9 ± 0,2   | 127,58 ± 0,30          | 0,614 ± 0,001      | 0,05 ± 0,04   |
| HD 102272 c                              | >2,6 ± 0,4 ? | 520 ± 26 ?             | 1,57 ± 0,05 ?      | 0,68 ± 0,06 ? |